# 2024-es moszkvai terrortámadás
2024. március 22-én, helyi idő szerint este 8 óra körül terrortámadás történt a Moszkva melletti Krasznogorszkban található Crocus City Hall koncertteremben. Az orosz Piknik együttes fellépésének kezdete előtt öt maszkos terrorista tüzet nyitott a közönségre automata gépfegyverekkel, továbbá felgyújtották a nézőteret, és bombákat is robbantottak, aminek következtében az épület kigyulladt. A támadásban legalább 139 civil vesztette életét, és közel 150 ember megsebesült, köztük gyerekek is.
A merényletet az Iszlám Állam afganisztáni ága vállalta magára. Tizenegy embert tartóztattak le az orosz hatóságok, és négy ellen emeltek vádat március 25-én. Az elkövetők tádzsik állampolgárok voltak.

## A támadás
A 6200 fő befogadására képes Crocus City Hall koncerttermet 2009-ben építették fel, a Crocus City elnevezésű bevásárlóközpontok, éttermek épületegyütteséről kapta nevét.
2024. március 22-én a Piknik nevű orosz együttes lépett volna fel az épületben teltház előtt. 20:00 (MSK) körül, még a koncert kezdete előtt, felfegyverkezett férfiak léptek be az épületbe és gépkarabélyokkal tüzet nyitottak a közönségre. Annak következtében, hogy a koncert pár perccel később kezdődött volna, sokan eredetileg azt hitték, hogy a fegyverek zaja a fellépés része. A koncert mellett egy társastánc verseny is megrendezésre került az épületben, így gyermekek és tinédzserek is tartózkodtak a helyszínen. A biztonsági őrök nem voltak felfegyverezve és valószínűen néhányan életüket is vesztették a támadásban.
Egy, a helyszínen felvett felvételen lehetett látni az elkövetőket, ahogy az előcsarnokban válogatás nélkül lövöldöztek a résztvevőkre. A terroristák ezek mellett tüzet is okoztak az épületben, szemtanúk szerint Molotov-koktélokkal felgyújtva a koncerttermet, ami később a tetőre terjedt, 12 900 m2-t elfedve. Órákkal később egy robbantásról is jelentés érkezett, amit követően a tető részben beomlott. Ezt a moszkvai terület kormányzója is megerősítette.
A rendőrség több mint egy órával a lövöldözés kezdete után érkezett csak ki a helyszínre, torlódások miatt. A nemzeti gárdát az elkövetők kutatásával bízták meg. Ekkor osztották meg az első képeket az elkövetőkről, akik egy fehér Renault autóban menekültek el.
A túlélőket helikopterekkel evakuálták. Több mint 70 mentő érkezett a helyszínre. A teremből többen a parkolóba, míg mások a tetőre menekültek. Az épület alagsorából több mint száz embert menekítettek ki a hatóságok. Egy túlélő szerint ajtókon kellett áttörniük a menekülőknek. A tüzet autók mellett helikopterekkel is oltották.
Március 23. reggelére a tüzet többnyire eloltották, a moszkvai terület kormányzója megosztott egy videót a beomlott tetőről. 11:30-ra fejezték be a tűz kioltását. Az IS–KP ezek mellett megosztott videókat, amiben az elkövetők lelőtték áldozataikat és elvágták torkukat.

## Áldozatok
Legalább 139 ember életét vesztette a támadásban és több, mint 145-en megsérültek, akik közül hatvan életveszélyes állapotban került kórházba. Lőtt sebek mellett a helyszínen belélegzett füst is okozta egyes résztvevők halálát. Legalább három gyerek életét vesztette és öten megsérültek. A legidősebb áldozat egy 70-es éveiben lévő nő volt. A legtöbb áldozat Krasznogorszk és Himki városaiban élt.

## Elkövetők

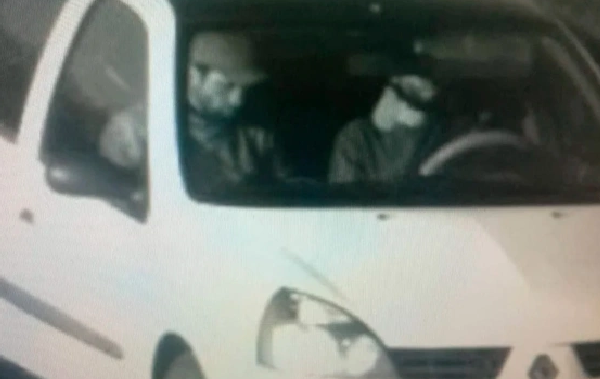
Az elkövetők, nem sokkal a támadás után

### IS–KP
Az Iszlám Állam afganisztáni ága (IS–KP) nem sokkal a támadás után felvállalta az eseményeket, kijelentve, hogy a támadók biztonságban visszatértek bázisukra. Az Egyesült Államoknak volt információja az eset előtt, hogy az ISIS támadásra készült Oroszországban, amire fel is hívta Moszkva figyelmét. Március 23-án az IS–KP kiadott felvételeket az elkövetőkről.
Az elkövetők ellen március 25-én emeltek vádat Moszkvában, mindegyiket egyértelműen megverték, az egyik terrorista tolószékben érkezett a bíróságra. Ennek ellenére az orosz kormány azt még ekkor se erősítette meg, hogy tényleg az Iszlám Állam lett volna az elkövető. Sokan az országban a halálbüntetés használatát kérték az elkövetők ellen, annak ellenére, hogy 1996 óta felfüggesztették annak legalitását[pontosabban?].

#### Gyanúsítottak
- Dalerdzson Barotovics Mirzojev (Далерджон Баротович Мирзоев; 1992–), tádzsik származású, Novoszibirszkben rendelkezett tartózkodási engedéllyel, bár ez sajtóhírek szerint a támadáskor már lejárt.[38][39]
- Szaidakrami Murodali Racsabalizoda (Саидакрами Муродали Рачабализода; 1994–), elmondása szerint rendelkezett tartózkodási engedéllyel Oroszországban, de nem tudta a dokumentumokat felmutatni. Egy tolmáccsal kommunikált.[38][39]
- Samszidin Fariduni (Шамсидин Фаридуни; 1998–), tádzsik állampolgár, Podolszk városában dolgozott egy gyárban és tartózkodási engedéllyel Krasznogorszkban rendelkezett.[38]
- Muhammadszobir Zokircsonovics Fajzov (Мухаммадсобир Зокирчонович Файзов; 2004–), tolószékben, eszméletlenül érkezett a bíróságra. Korábban egy fodrászüzletben dolgozott Ivanovóban, itt is rendelkezett tartózkodási engedéllyel, de a támadás idején munkanélküli volt.[38][39]

### Orosz vádak ukrán részvételről
Putyin és az FSZB is azzal vádolta Ukrajnát, hogy a terroristák onnan próbáltak meg belépni az országba és, hogy voltak kapcsolataik a határ nyugati oldalán. Ukrajna tagadta a vádakat és kijelentette, hogy az FSzB vádjai mindössze primitív, hamis információ, kiemelve, hogy a határt katonák és drónok védik, az aknákról nem is beszélve. A Meduza információi szerint az orosz kormány arra szólította fel az állami sajtót, hogy próbáljanak kiemelni bármilyen kapcsolatot Ukrajnával.
Ukrajna is vádolta azzal Oroszországot, hogy saját maga tervezte meg a támadást. Az Egyesült Államok hírszerzése szerint semmi bizonyíték nem volt ukrán részvételről.

## Előzetes figyelmeztetések
Mind az Egyesült Államok, mind Irán napokkal előre figyelmeztette az orosz hatóságokat egy lehetséges terrortámadásra, azok azonban nem vették komolyan.